# Dutch Birding Association
De Dutch Birding Association (afgekort DBA) is een Nederlandse stichting die in 1979 is opgericht. Het heeft als doel het stimuleren van het bestuderen van in het wild levende vogels en het documenteren van bijzondere waarnemingen.
De belangrijkste activiteit van de stichting is de uitgave van het tijdschrift Dutch Birding. Daarnaast worden ook via een 0900-nummer actuele waarnemingen beschikbaar gemaakt. Via diverse kanalen worden waarnemingen verzameld. Andere activiteiten zijn de jaarlijkse DBA-vogeldag en de jaarlijkse vogelweek, sinds 1986 elk najaar op Texel, waarbij vogelaars samenkomen om bijzondere vogels te zoeken. Ook worden boeken en cd's uitgegeven.
Samen met de Nederlandse Ornithologische Unie (NOU) is de DBA verantwoordelijk voor de Commissie Dwaalgasten Nederlandse Avifauna (CDNA) en de Commissie Systematiek Nederlandse Avifauna (CSNA). De CDNA zorgt voor de beoordeling, archivering en publicatie van zeldzame vogelwaarnemingen in Nederland, de CSNA voor de systematische behandeling van soorten en ondersoorten op de Nederlandse avifaunistische lijst. Waarnemingen kunnen gemeld worden op de website Dutch Avifauna.
Alle activiteiten van de DBA zijn vrijwel geheel afhankelijk van vrijwilligers.

## Dutch Avifauna
Dutch Avifauna is een website van de Dutch Birding Association die het monitoren van zeldzame vogelsoorten in Nederland als doel heeft.
Dutch Avifauna werd gelanceerd in augustus 2012 om online zeldzame vogelsoorten te kunnen determineren op zicht of het geluid. Deze zogenaamde beoordeelsoorten zijn zeldzame vogels die door door de Commissie Dwaalgasten Nederlandse Avifauna worden geselecteerd. De CDNA is onderdeel van de Dutch Birding Association. Voorbeelden van beoordeelsoorten zijn onder andere de witkopeend, de sneeuwuil en de roodoogvireo.
Dutch Avifauna biedt een overzicht van alle zeldzame vogelsoorten die ooit in Nederland zijn waargenomen sinds 1800. Per soort wordt aangegeven hoe vaak en wanneer de soort is waargenomen. Daarnaast zijn er foto´s, video´s of geluidsopnamen van de betreffende vogel te vinden.